# 茜茜小堂

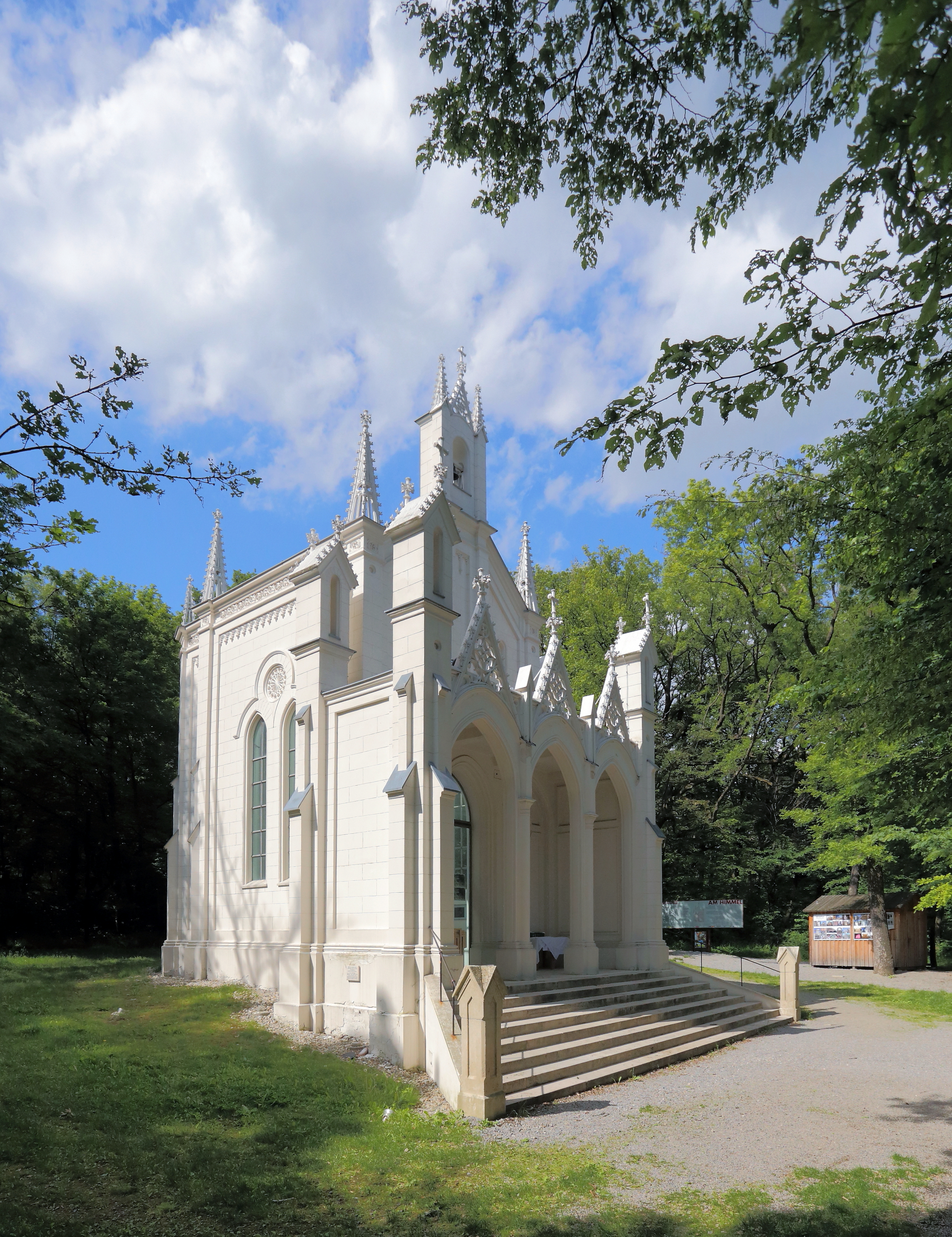
茜茜小堂入口

茜茜小堂（德語：Sisi-Kapelle）是一个哥特复兴风格的小堂，位于奥地利维也纳德布灵区，靠近维也纳森林。

## 历史
茜茜小堂兴建于1854年4月24日茜茜公主与皇帝弗朗茨·约瑟夫一世在维也纳的婚礼之际，用以纪念这一历史事件，以及作为业主的墓地。1856年建成。业主Johann Carl Freiherr von Sothen，建筑师 Johan A. Garben ，位于德布灵区和维也纳森林之间热门的休闲娱乐区。茜茜小堂在1856年7月31日献给皇帝夫妇的主保圣人：以利沙伯、圣方济各和圣若瑟。

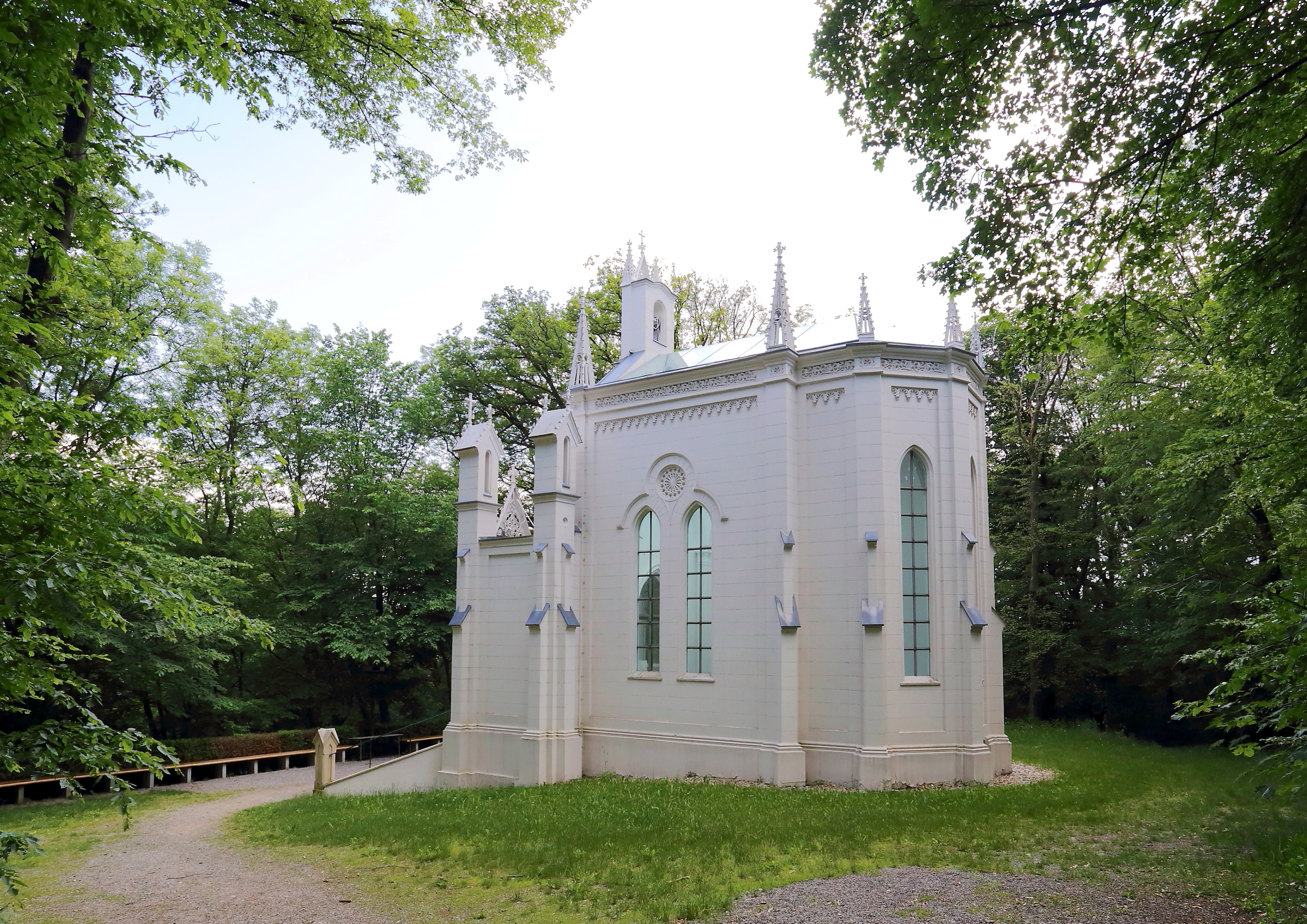
茜茜小堂